# Euphorbia fractiflexa
Euphorbia fractiflexa är en törelväxtart som beskrevs av Susan Carter och John Richard Ironside Wood. Euphorbia fractiflexa ingår i släktet törlar, och familjen törelväxter. Inga underarter finns listade i Catalogue of Life.

## Bildgalleri

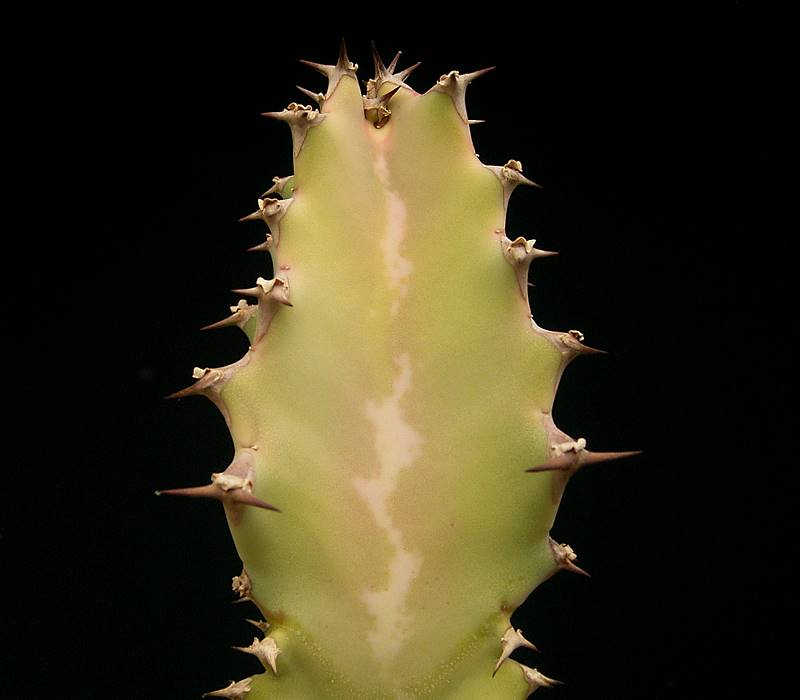